# Вусач-коренеїд
Вусач-коренеїд (лат. Dorcadion Dalman, 1817) — великий рід нелітаючих жуків з родини вусачів, який об'єднує близько 300 видів.

## Систематика
Систематика роду остаточно не встановлена, різні автори виокремлюють різну кількість підродів. Загалом, рід Вусач-коренеїд об'єднує близько 300 видів.

### Акутодоркадіон
Acutodorcadion Danilevsky, Kasatkin & Rubenian, 2004

### Карнатодоркадіон
Carinatodorcadion Breuning, 1943 — об'єднує близько 15 видів.
- Вусач-коренеїд етіоп (Dorcadion aethiops Scopoli, 1763)]
- Вусач-коренеїд жовтий (Dorcadion fulvum (Scopoli, 1763)

### Крибридоркадіон
Cribridorcadion Pic, 1901 — еволюційно молодий підрід, який об'єднує понад 200 видів.
- D. arenarium (Scopoli, 1763) — Вусач-коренеїд піщаний
- D. cinerarium Fabricius, 1787 — Вусач-коренеїд білосмугий
- D. equestre Laxmann, 1770 — Вусач-коренеїд хрестоносець
- D. fuliginator
- Dorcadion holosericeum Krynicky, 1832 — Вусач-коренеїд посмугований
- D. mokrzeckii
- D. pedestre
- D. pusillum Küster, 1847 — Вусач-коренеїд маленький
- D. sareptanum
- D. scopolii Herbst, 1784 — Вусач-коренеїд Скополі
- D. tauricum Waltl, 1838 — Вусач-коренеїд кримський

### Доркадіон
Dorcadion Dalman, 1817
- D. ciscaucasicum

### Іберодоркадіон
Iberodorcadion Breuning, 1943

### Макулятодоркадіон
Maculatodorcadion Breuning, 1942

### Меґалодоркадіон
Megalodorcadion Pesarini & Sabbadini, 1999

### Політодоркадіон
Politodorcadion Danilevsky, 1996

## Поширення
Види роду розповсюджені від Іспанії до Монголії і Китаю.